# Giuseppe Maria Cambini
Giuseppe Maria Gioacchino Cambini est un compositeur et violoncelliste italien, né le 13 février 1746 à Livourne et mort le 29 décembre 1825 à Paris. Cambini est actif à Paris à la fin du XVIIIe siècle, il a laissé un grand nombre de quatuors à cordes et de quintettes à cordes.

## Œuvres

### Opéras
- Les romans (1776)
- Rose et Carloman (1779)
- La statue (1784)
- La bergère de qualité (1786)
- Le tuteur avare (1788)
- La croisée (1788)
- Colas et Colette (1788)
- Le bon père (1788)
- La pretresse du soleil (1789)
- La revanche, ou Les deux frères (1790)
- Adèle et Edwin (1790)
- Nantilde et Dagobert (1791)
- Les trois Gascons (1793)
- Encore un tuteur dupe (1798)

### Musique sacrée
- Le sacrifice d'Isaac (oratorio, 1774)
- Joad (oratorio, 1775)
- Samson (oratorio, 1779, perdu)
- Le sacrifice d'Abraham (oratorio, 1780, perdu)
- 5 messes
- Miserere, motet a grand chœur (1775, perdu)
- Diversi altri mottetti

### Symphonies
- Symphonie n° 1 en fa majeur
- Symphonie n° 2 en mi mineur
- Symphonie pour orchestre en ré

### Concertos
- Concertante pour clavecin et orchestre en si bémol majeur
- Concertante pour clavecin et orchestre en sol majeur
- Sinfonia concertante n° 3 sol majeur
- Sinfonia concertante n° 5 pour hautbois, basson et orchestre en si bémol majeur
- Sinfonia concertante n° 12 ut mineur
- Sinfonia concertante pour flûte, deux violons et orchestre en ré majeur

### Sonates
- 6 sonates pour violon et basse
- 12 sonates pour flûte et basse
- 6 sonates pour clavecin ou pianoforte et violon
- 6 sonates pour clavecin ou pianoforte et flûte

### Musique de chambre
- 110 quintettes à cordes
- 149 quatuors a cordes
- 104 trio
- 212 duo
- 3 quintettes à vents